# Герб Детчино
Герб «сельского поселения „Посёлок Детчино“» Малоярославецкого муниципального района Калужской области Российской Федерации.
Герб утверждён постановлением депутатов Собрания муниципального образования "посёлок Детчино Малоярославецкого района 15 сентября 1999 года.
Герб внесён в Государственный геральдический регистр Российской Федерации с присвоением регистрационного номера № 561.

## Описание герба
«В зелёном поле токующий червлёный (красный) глухарь, имеющий чёрную голову с червлёными бровями, с черными концами распущенного хвоста, с черными концами крыльев и черными лапами, тонко окаймлёнными серебром, с глазами, клювом и когтями того же металла над лазоревым (синим, голубым) пониженным волнистым поясом, тонко окаймленным и дважды продольно волнисто разделённым серебром».

## Символика герба
В верхней части щита глухарь — символ дичи, так как первое название села — «Дичино».
Зелёный цвет щита символизирует леса, окружающие посёлок. Зелёный цвет — цвет изобилия, жизни и возрождения.
Красный цвет — символ активности, мужества, праздника, красоты.
Синий пояс — символ возвышенных устремлений, мышления, искренности и добродетели, показывает реку Суходрев, протекающую в посёлке.
Серебряный цвет — символ простоты, ясности, совершенства, мудрости и мира.

## История герба
Герб Детчино был разработан при содействии Союза геральдистов России.
Автор герба — Александр Кусков (п. Детчино), консультация — Константин Мочёнов.